# Ramne (Makedonszki Brod)
Ramne (macedónul: Рамне) település Észak-Macedóniában, a Délnyugati körzet Makedonszki Brod-i járásában.

## Népesség
| Lakosok száma | 352  | 378  | 380  | 325  | 168  | 95   | 60   | 31   | 2    |
|               | 1948 | 1953 | 1961 | 1971 | 1981 | 1991 | 1994 | 2002 | 2021 |

2002-ben 31 lakosa volt, akik mindannyian macedónok.